# Bertrand Fournier
 (octobre 2018).
Bertrand Fournier, né le 18 juillet 1985 à Dourdan, est un artiste peintre français contemporain.

## Biographie
Il grandit en région Parisienne,.
Bertrand Fournier est un peintre autodidacte. Iléana Cornea (critique d'art) emploie le terme d'« Abstraction Suggestive » pour décrire son travail.